# Spider-Girl
Spider-Girl és una superheroïna de Marvel Comics: creada l'any 1997 pel guioniste Tom DeFalco i el dibuixant Ron Frenz per al número 105 de la sèrie ucrònica What If...?, abans de protagonitzar una sèrie mensual homònima de la qual es publicaren cent números fins al 2009.

## Cronologia
L'argument original del What If…? presenta Spider-Girl com la filla d'Spider-Man, Mayday “May” Parker, en un futur alternatiu en el qual assumix el paper de superheroïna per a salvar son pare. Amb el ressò que tingué el còmic i el fet que DeFalco i Frenz crearen a manta de personatges secundaris per a l'argument, l'editor Kelly Corvese instà el seu cap, Bob Harras, a crear una nova línia editorial ambientada en eixe futur, batejada MC2: dels tres títols inaugurals, A-Next, J2 i Spider-Girl, només l'últim superà el primer any de publicació i sobrevisqué a l'abandó d'MC2, amb la incorporació del personatge a la línia temporal principal de Marvel, «Earth-616», a partir del número 33 de la sèrie mensual.